# Облога Степанакерту
Облога Степанакерту почалася наприкінці 1991 року, під час Першої війни за Нагірний Карабах, у Степанакерті, найбільшому місті Нагірного Карабаху, коли азербайджанські війська охопили місто. До травня 1992 року місто та його вірменське населення були об'єктом багатомісячної кампанії бомбардувань з боку Азербайджану. Бомбардування Степанакерта та прилеглих вірменських міст і сіл, яке відбувалося в умовах повної блокади з боку Азербайджану, спричинило масові руйнування та численні загибелі мирного населення.
Human Rights Watch повідомила, що основними базами, які збройні сили Азербайджану використовували для бомбардування Степанакерта, були міста Ходжали та Шуша . Азербайджанські сили застосували таку зброю, як реактивні системи залпового вогню БМ-21 «Град» . Невибіркові обстріли, снайперська стрілянина та повітряні атаки вбили або покалічили сотні мирних жителів і зруйнували будинки, лікарні та інші будівлі, які не були законними військовими цілями, і загалом тероризували цивільне населення.  В результаті наступу Азербайджану на Нагірний Карабах понад 40 тисяч людей стали біженцями, десятки сіл були спалені та зруйновані. 
За даними ПЦ «Меморіал», житлові квартали Степанакерта та Шуші регулярно обстрілювалися із застосуванням артилерії та реактивних систем залпового вогню. У Степанакерті було більше руйнувань і втрат, ніж у Шуші, що можна пояснити розташуванням Степанакерта в низовині та значно більшою інтенсивністю обстрілів з боку Шуші через захоплення Азербайджаном радянських складів в Агдамі та інших населених пунктах з понад 11 000 вагонів, наповнених ракетами, включно з РСЗВ БМ-21 .  
Облога міста припинилася лише після взяття Шуші вірменськими військами 8–9 травня 1992 року. 

## Передісторія
Степанакерт — місто, розташоване на Карабаському плато в центрі Нагірного Карабаху, гірського регіону, що не має виходу до моря, на Південному Кавказі . Хоча вірменські джерела стверджують, що поселення вперше згадується як Вараракн ( вірм. Վարարակն  , що означає «швидке джерело»),  названий на честь річки, що протікає через нього,  В азербайджанських джерелах зазвичай говориться, що поселення було засноване наприкінці вісімнадцятого століття як приватна резиденція ханів Карабаського ханства  і тому називалося Ханкенді ( азерб. Xankəndi  , буквально «ханське село»). 
Після встановлення радянської влади Ханкенді було перейменовано на Степанакерт ( вірм. Ստեփանակերտ  , дослівно «місто Степаня») декретом Центрального Виконавчого Комітету Азербайджанської РСР від 10 серпня 1923  про вшанування Степана Шаумяна, лідера 26 бакинських комісарів . Після цього Степанакерт став столицею Нагірно-Карабахської автономної області (НКАО) і поступово став головним містом для вірмен у регіоні.  Згідно з радянським переписом населення 1979 року, в місті проживало 38 980 осіб, переважно вірмени, які становили 87% від загальної кількості населення, і понад чотири тисячі азербайджанців. 
У вересні 1988 року стався масовий грабіж і погром, спрямований проти етнічного азербайджанського населення міста, відомий як Степанакертський погром . В результаті азербайджанське населення міста покинуло місто.  

### Блокування
З 1989 року Азербайджан блокував залізничні лінії та постачання нафти і природного газу до Вірменії та Нагірного Карабаху. З осені 1991 року введена блокада стала повною і безперервною. Блокади зруйнували економіку Вірменії, викликали соціальні заворушення та спричинили руйнівну гуманітарну кризу.  Всю весну 1992 року Степанакерт (п'ятдесят п'ять тисяч жителів) перебував у блокаді – Азербайджан перерізав усі сухопутні комунікації між Вірменією та Нагірним Карабахом. Степанакерт не мав дороги до Вірменії майже два роки, і його єдиним сполученням із зовнішнім світом був вертоліт через гори до Вірменії. Таким чином, багато його мешканців весь цей час були фактично в пастці. 
В результаті посилення блокади з боку Азербайджану були практично припинені всі необхідні постачання, включаючи воду, електроенергію, продукти харчування та медикаменти. Вірмени, які проживали в Степанакерті, були змушені майже весь час переховуватися в підвалах і підвалах в жахливих умовах. За даними Human Rights Watch, 
|  | By winter of 1991–1992, as a result of Azerbaijan's three-year economic and transport blockade, Nagorno-Karabakh was without fuel, electricity, running water, functioning sanitation facilities and most consumer goods. |

Саме в умовах тотальної блокади Азербайджан піддав обстрілам і бомбардуванням Степанакерт. 

## Облога
Взимку 1991-92 рр. Степанакерт зазнав артилерійського та авіаційного обстрілу з боку азербайджанських військ. У травні 1992 року, коли Helsinki Watch прибула до Степанакерта, місто вже зазнало серйозних руйнувань. Лише 22–24 серпня азербайджанські бомбардування спричинили щонайменше 40 смертей серед мирного населення та залишили 100 поранених.

У звіті Helsinki Watch зазначається, що «азербайджанські обстріли та бомбардування були безрозсудними та невибірковими та мали на меті тероризувати та витісняти вірменське цивільне населення. Як і попередні азербайджанські атаки на Степанакерт, обстріли та бомбардування під час контрнаступу та після нього зруйнували або пошкодили десятки будинків, а іноді й цілі села».  За словами Керолайн Кокс, «я рахувала щодня по 400 ракет «Град», які обстрілюють Степанакерт».  Обстріл мав на меті залякати та витіснити вірменське цивільне населення з Карабаху та встановити військовий контроль. Девід Аткінсон, член Ради Європи, під час доповіді 25 січня 2005 року під час зимової сесії ПАРЄ нагадав ПАРЄ, що він відвідав Нагірний Карабах на початку 1990-х років, і додав, що «ніколи не забуде» азербайджанське бомбардування Степанакерта . 
 —Азербайджанський солдат Аяз Керімов
Географічно Степанакерт лежав у найбільш вразливому положенні, з Агдамом в 15 милях на схід, Ходжали на півночі та Шушею на півдні. Підконтрольні азербайджанцям міста Шуша і Ходжали виходили на Степанакерт і використовувалися як основні бази для обстрілів і бомбардувань столиці. Helsinki Watch пише: «Поки азербайджанські війська утримували місто Шуша, яке виходить на Степанакерт, вони обстрілювали його з «Градів» і важкої артилерії, вражаючи мирних жителів, житлові квартали, лікарні тощо... Російський пілот Анатолій Чистяков сказав, що азербайджанці регулярно просять пілотів-найманців скинути сльозогінний газ, щоб викликати паніку серед цивільних». 
Основними артилерійськими платформами, які використовувалися під час обстрілу, який розпочався 10 січня 1992 року і тривав 4 місяці, була радянська реактивна система залпового вогню БМ-21 ГРАД, здатна одночасно вистрілити 40 ракетами, сучасний варіант широко використовуваної зброї часів Другої світової війни «Катюша» . Пускова установка «ГРАД» була схожа на «Катюшу» тим, що вона не мала добре керованої ракетної системи, тому було важко визначити місце, куди вона влучатиме. По суті, GRAD призначений для нанесення протипіхотних ураження на відкритому полі бою, тоді як азербайджанська армія використовувала його для обстрілу мирних жителів у густонаселеній столиці Нагірного Карабаху. Названі «літаючими телефонними стовпами» через їхню довгу тонку форму, ракети завдали руйнівної шкоди будівлям, у тому числі знищили житлові будинки, школи, міську шовкову фабрику, пологовий будинок і щонайменше один дитячий садок. 
31 травня 1992 року Chicago Tribune написала: 
|  | Після шести місяців щоденних бомбардувань азербайджанськими ракетами пошкодження, які можна побачити в цьому ізольованому місті з населенням 70 000 вірмен, досить лякають. Майже в кожній будівлі є нерівні, почорнілі діри. Немає води, електрики, їжі та палива. |

### Вірменська відповідь
До травня 1992 року Шуша була єдиною контрольованою Азербайджаном територією поблизу Степанакерта під час Першої війни за Нагірний Карабах, яка використовувалася для запуску ракет ГРАД по околицях Степанакерта.  Майже все мирне населення Карабаху було зосереджено в Степанакерті після відходу через зону бойових дій, і навіть невдале прицільне бомбардування азербайджанською авіацією призвело до значних втрат мирного населення.  Сили самооборони Карабаху дали відповідь і за два дні боїв захопили Шушу, останній район Нагірного Карабаху, населений азербайджанцями. Таким чином вони отримали контроль над Нагірним Карабахом, що поклало край обстрілам і бомбардуванням Степанакерта, столиці сепаратистської Нагірно-Карабахської Республіки .  
Щоденні бомбардування азербайджанськими ракетами «Град» і атаки на Горіс і Капан призвели до загибелі тисяч цивільних і військових, а також до масових матеріальних знищень.  Бомби на Степанакерт йшли постійно, аж до взяття Шуші 8 травня 1992 року. 
Місто Ходжали знаходилося на шляху з Шуші і Степанакерта в Агдам і мало єдиний в області аеропорт. Аеропорт мав життєво важливе значення для виживання населення Карабаху, який не мав сухопутного сполучення з Вірменією і перебував у повній блокаді Азербайджану. Згідно з повідомленнями Human Rights Watch, Ходжали використовувався як база азербайджанських сил для обстрілу міста Степанакерт. У лютому 1992 року загони самооборони Арцахі захопили Ходжали, оскільки це був єдиний спосіб зупинити обстріл Степанакерта з боку Ходжали та прорвати блокаду. 

## Міжнародна реакція
Конгрес Сполучених Штатів засудив блокаду та агресію Азербайджану проти Вірменії та Нагірного Карабаху, ухваливши поправку N: 907 до Закону про підтримку свободи (1992), яка забороняла пряму підтримку США уряду Азербайджану. У законопроекті, зокрема, було зазначено:
|  | Допомога Сполучених Штатів відповідно до цього або будь-якого іншого Закону не може бути надана Уряду Азербайджану доти, доки Президент не визначить, що Уряд Азербайджану вживає очевидних кроків для припинення всіх блокад та іншого наступального застосування сили проти Вірменії та Нагірного Карабаху.. |

Правозахисна організація Christian Solidarity International (CSI) у своїй доповіді про Першу нагірно-карабахську війну робить висновок, що Азербайджан був головним агресором та ініціатором карабаської війни, оскільки Азербайджан 1) організував примусову депортацію вірмен з Нагірного Карабаху, 2) запровадив блокаду Карабаху та Вірменії, 3) застосував важку військову силу та бомбардував цивільні території. У звіті також зазначено,
|  | З самого початку конфлікту Азербайджан намагався досягти своїх цілей шляхом постійної ескалації військових дій. Вірменська громада Нагірного Карабаху є головною жертвою цього трагічного конфлікту. |

### Helsinki Watch
У Степанакерт на два дні вирушила делегація Helsinki Watch . Вірмени говорили, що Степанакерт постійно атакували азербайджанці, починаючи приблизно з 1991 року, з жовтня. Члени Helsinki Watch обійшли місто, помітили масштабні пошкодження та сфотографували багато пошкоджень у цивільних районах. Делегація також зазначила, що майже всі квартири в західній частині Степанакерта постраждали від обстрілів. 
Представники Helsinki Watch сфотографували повне зруйнування лікарні, а також шкільних будівель у деяких частинах міста. 
Helsinki Watch у своєму щорічному звіті дійшли висновку, що азербайджанські сили «обстріляли столицю Нагірного Карабаху Степанакерт та інші вірменські міста та села снарядами та гранатами. Безладний обстріл та снайперська стрілянина вбили або покалічили сотні мирних жителів, зруйнували будинки, лікарні та інші об’єкти, які не є законними військовими цілями». 

### Акаунти журналістів
Ванора Беннетт, британська репортерка,
Stepanakert was in a frenzy of spring-cleaning. In brilliant sunshine, tiny old women were sweeping up rubble and shifting bits of wall. The crunch of broken glass being dragged over broken pavements was the loudest sound. There were ruined buildings on all sides, and almost every house had some trace of war damage, an exposed roof, bullet holes, cracks, staring windows. There were no shops, no gas, no electricity, no phones, no post, and no cash money.
Montreal Gazette повідомила,
Вчора вранці літаки Су-25 здійснили наліт на житлові райони Степанакерта і скинули бомби біля вірменської церкви Христа Спасителя в сусідній Шуші саме в той момент, коли там проходила божественна літургія.
Репортер Los Angeles Times Джон-Тор Далбург:
Люди тут живуть у катакомбах уже третій місяць, і деякі з них у відчаї... В обложеній під час війни столиці самопроголошеної Нагірно-Карабахської республіки життя повернулося до кам'яного віку з його нагальною потребою та нестабільністю. Візьмемо, наприклад, питну воду, яка стала нагальною проблемою після того, як азербайджанці вимкнули електрику для насосів, що приводять у дію водогін у цьому переважно вірменському місті з 70-тисячним населенням... У своєму підземному сховищі Лідія Айрепетян прокинулася однієї ночі від того, що в неї щось зашелестіло в голові. "Три місяці ми не милися, ми забули, що таке ванна", - сказала вчителька і мати трьох дітей. Вона та 36 інших сімей, що живуть під їхнім багатоквартирним будинком, не мають хліба, оскільки пекарні закрилися, тому вони лущать сиру пшеницю і варять її замість хліба. "Ми в основному виживаємо за рахунок чаю, - каже Айрепетян. "Локшини, рису більше немає."
Репортер Chicago Tribune Майкл Макгуайр:
Столиця, Степанакерт, перебуває під щоденними артилерійськими обстрілами. Жоден будинок не опалюється і не має електрики, тому що блокада перекрила всі шляхи надходження палива... У кожному селі є свої сили оборони, тому що кожне село знаходиться в зоні бойових дій.
За повідомленнями ЗМІ, азербайджанські військово-повітряні сили в суботу бомбардували столицю етнічного вірменського анклаву Нагірного Карабаху, зруйнувавши гуртожиток для біженців і вбивши щонайменше 10 осіб. Представник регіонального законодавчого органу Нагірного Карабаху заявив, що два бомбардувальники Су-25 атакували Степанакерт, випустивши 1100-фунтові снаряди, які влучили в гуртожиток і вбили "десятки" людей. Інформаційне агентство ІТАР-ТАРС повідомило, що цивільні особи були поховані під уламками своїх будинків, а кількість жертв залишається невизначеною.
The UK Daily Telegraph :
Військово-повітряні сили Азербайджану в суботу бомбардували столицю етнічного вірменського анклаву Нагірного Карабаху, зруйнувавши гуртожиток для біженців і вбивши, за повідомленнями ЗМІ, щонайменше 10 осіб. Представник регіонального законодавчого органу Нагірного Карабаху заявив, що два бомбардувальники Су-25 атакували Степанакерт, випустивши 1100-фунтові снаряди, які влучили в гуртожиток і вбили «десятки» людей. Інформаційне агентство ІТАР-ТАСС повідомило, що цивільні особи були поховані під уламками своїх будинків, а кількість жертв не визначена.

## Дивіться також
- Взяття Шуші
- Перша нагірно-карабахська війна
- Сумгаїтський погром (1988)
- Кіровабадський погром (1988)
- Погром вірмен у Баку (1990)
- Операція Кільце (1991)
- Різанина в Маразі (1992)
- Антивірменські настрої в Азербайджані

## Зовнішні посилання
- Невибіркові бомбардування та обстріли азербайджанськими силами в Нагірному Карабасі
- Спогади про Степанакерт: карабаський репортер порівнює з ночами в столиці НКР [Архівовано 2013-01-17 у Archive.is]
- Звіт: у Нагірному Карабасі, як повідомляється, вбито 20 осіб
- Триваюча облога Степанакерта Азербайджаном (Арцах/Нагірний Карабах) британський журналіст Рассел Поллард
- Життя йде під землю в столиці в облозі : Нагірний Карабах: налякані громадяни знаходять притулок у тісних приміщеннях під будівлями, поки тривають бої. 25 лютого 1992 р. Джон-Тор Далбург, Los Angeles Times